# Estación Matsuyama

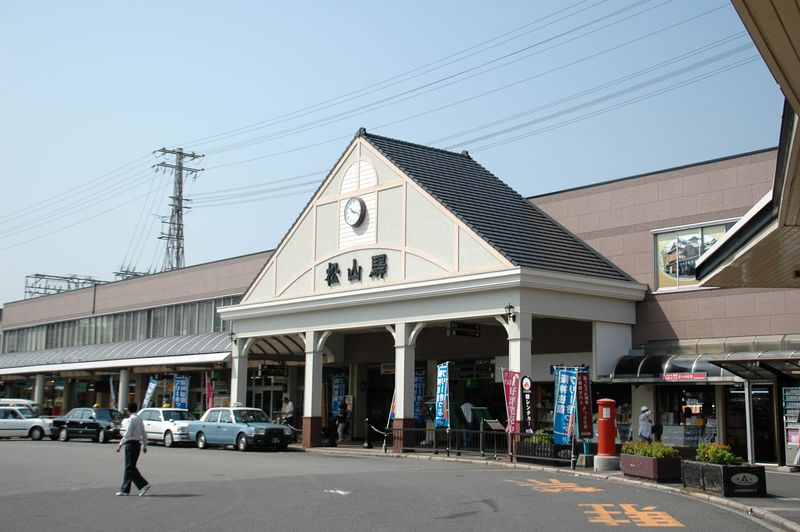
Frente de la Estación Matsuyama.

La estación Matsuyama (松山駅 Matsuyama-eki?) es una estación de pasajeros y carga, parte de la línea Yosan de la Japan Railways, que se encuentra en el distrito Minami Edo (南江戸 Minami Edo?) de la ciudad de Matsuyama de la prefectura de Ehime. Lós códigos de la estación son el "Y55" y el "U00".

## Estructura de la estación

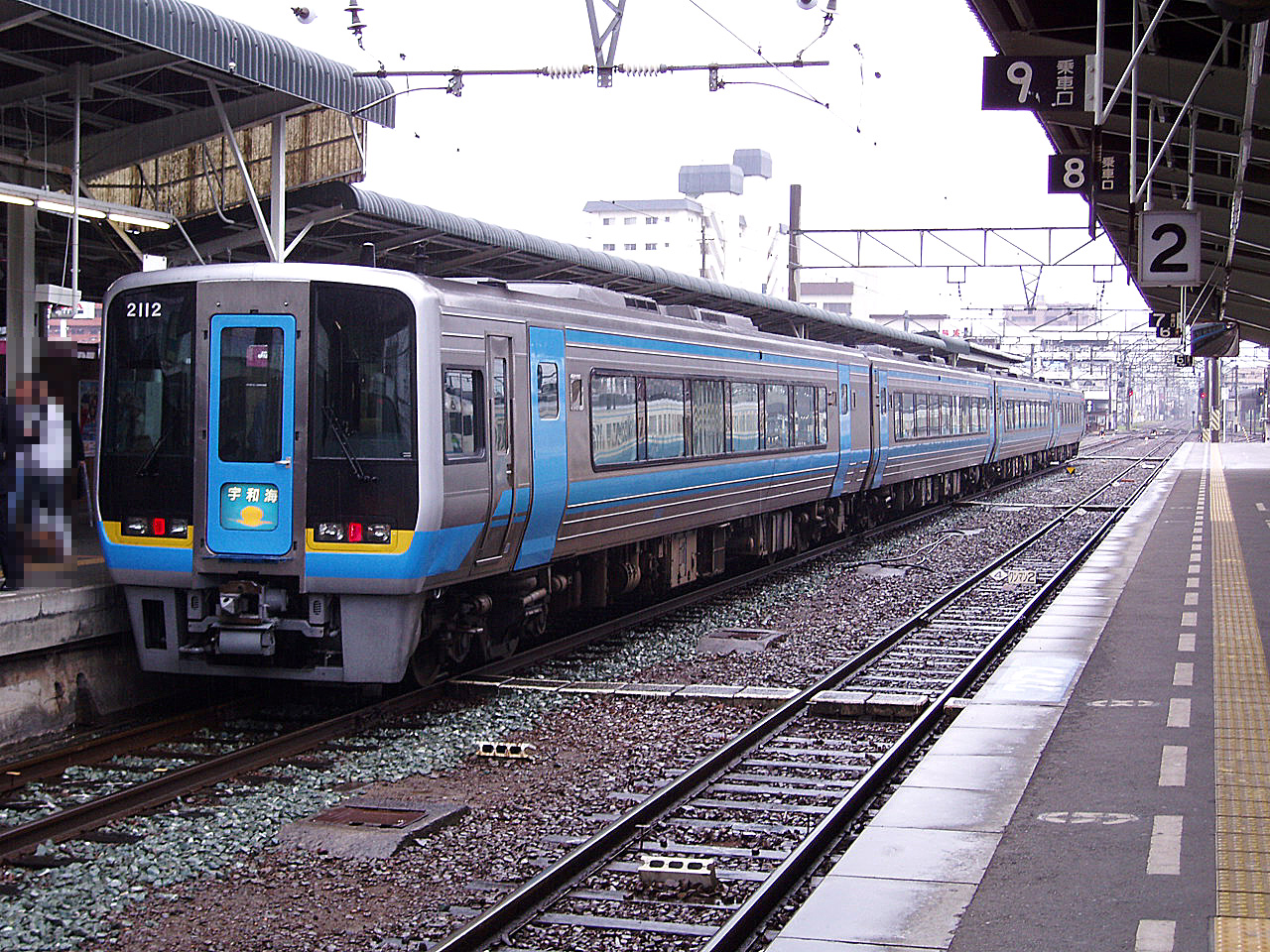
Servicio rápido "Uwakai" detenido.

Es una estación cuyas plataformas están a nivel de la superficie. Cuenta con dos plataformas, una plataforma con vías de un solo lado (andén 1) y otra plataforma con vías a ambos lados (andenes 2 y 3). 
Cuenta con la playa de Maniobras de Matsuyama (松山運転所 Matsuyama-untenjo?), en el cual se encuentra la base de operaciones (車両基地 Sharyō-kichi?).
En la actualidad se están llevando obras de elevación de las vías, para facilitar la circulación vehicular en los alrededores de la estación.

### Andenes
En términos generales, el andén 1 es utilizado por los servicios rápidos, y los andenes 2 y 3 son utilizados por los servicios comunes (aunque no siempre es así).
| 1 | ● Línea Yosan |                                                                                   | Hacia Imabari, Saijō, Niihama, Iyomishima, Kawanoe, Kanonji, Marugame, Takamatsu y Okayama (incluye todos los servicios rápidos Ishizuchi y Shiokaze) |
| 1 | ● Línea Yosan | Hacia Iyo, Yawatahama y Uwajima (incluye la mayor parte de los servicios rápidos) | |
| 2 | ● Línea Yosan |                                                                                   | Hacia Imabari, Saijō, Niihama, Iyomishima, Kawanoe y Kanonji (incluye todos los servicios rápidos MidnightEXP Matsuyama)                              |
| 2 | ● Línea Yosan | Hacia Iyo, Yawatahama y Uwajima (incluye una parte de los servicios rápidos)      | |
| 3 | ● Línea Yosan |                                                                                   | Hacia Imabari y Saijo (sólo servicios comunes) |
| 3 | ● Línea Yosan | Hacia Iyo, Yawatahama y Uwajima (incluye una parte de los servicios rápidos)      | |

## Estación anterior y posterior
- Línea Yosan 
  - Estación Mitsuhama (Y54)  <<  Estación Matsuyama (Y55/U00)  >>  Estación Ichitsubo (U01)

## Estaciones de trasbordo

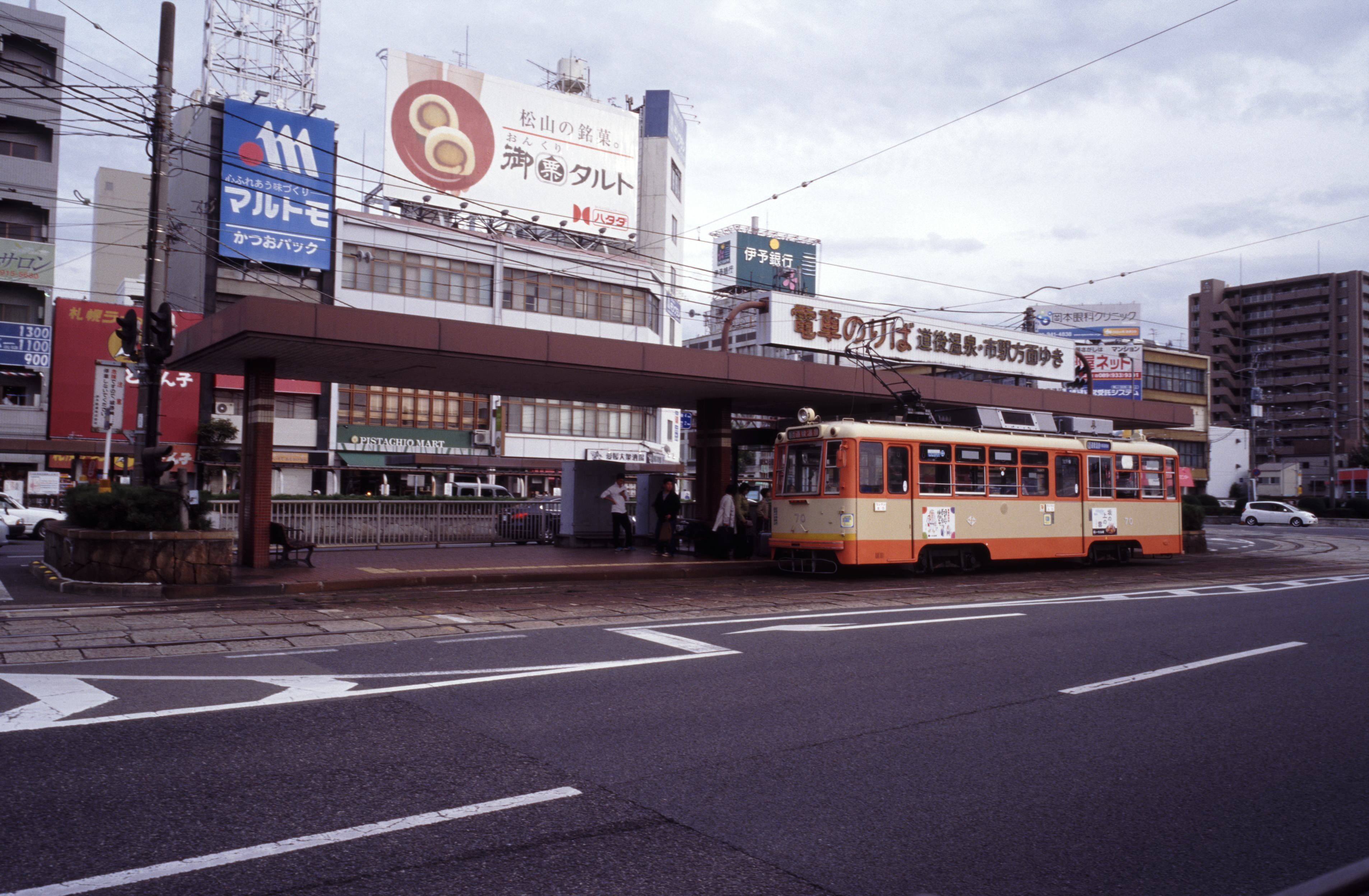
Estación Matsuyama Ekimae

### Ferrocarril Iyo

#### Estación Matsuyama Ekimae
Frente a la estación Matsuyama se encuentra la estación Matsuyama Ekimae (松山駅前駅 Matsuyama Ekimae-eki?) de la línea Ootemachi, una de las líneas urbanas (tranvía) del Ferrocarril Iyo.
Cuenta con dos plataformas, una para cada sentido de circulación. Los que circulan hacia el este se dirigen a las estaciones Matsuyamashi Ekimae (松山市駅前駅 Matsuyamashi Ekimae-eki?) y Dōgo Onsen (道後温泉駅 Dōgo Onsen-eki?), y los que lo hacen hacia el oeste se dirigen a las estaciones de Furumachi (古町駅 Furumachi-eki?) y Teppocho (鉄砲町駅 Teppōchō-eki?).
También a unas pocas cuadras está la estación Ōtemachi (大手町駅 Ōtemachi-eki?) de la línea Takahama (高浜線 Takahama-sen?), una de las tres líneas locales del Ferrocarril Iyo.

#### Estación Ootemachi
La estación Ōtemachi (大手町駅 Ōtemachi-eki?) está localizada a unas pocas cuadras de la estación Matsuyama. Es una estación de la línea Ōtemachi (al igual que la estación Matsuyama Ekimae) y de la Línea Takahama (高浜線 Takahama-sen?), una de las tres líneas locales del Ferrocarril Iyo.